# Ebina
Ebina (海老名市?) è una città giapponese della prefettura di Kanagawa.